# Sahiwal
Sahiwal (Panjabi (Shahmukhi) und Urdu ساہیوال), früher Montgomery, ist eine Stadt im Punjab (Pakistan).

## Lage
Sahiwal liegt etwa 180 km südwestlich von Lahore an der Nationalstraße 5. Es ist die größte Stadt zwischen Lahore und Multan. Die Einwohnerzahl beträgt 389.605 (Volkszählung 2017). Als sie 1865 nach Sir Robert Montgomery, dem damaligen Vizegouverneur des Punjab Montgomery genannt wurde, war sie noch ein kleines Dorf an der Eisenbahnstrecke Karatschi-Lahore. Ab 1865 wurde die Stadt planmäßig mit baumbestandenen Straßen im Zentrum angelegt. Den geographischen Mittelpunkt Sahiwals bildet eine ovale Grünfläche mit einem Cricketstadion. Den gegenwärtigen Namen – Sahiwal – erhielt die Stadt 1966 nach den ersten Einwohnern, den Sahis aus dem Stamm der Jatts. Der neue Bahnhof befindet sich im Süden der Innenstadt.
Die Stadt liegt im dicht bevölkerten Gebiet zwischen den Flüssen Sutlej und Ravi. Etwa 18 Meilen südwestlich von Sahiwal liegt Harappa, das alte Zentrum der Induskultur. Ungefähr 28 Meilen (45 km) westlich von Sahiwal, bei der Stadt Kamalia, befand sich die Malli, die 325 vor Christus von Alexander dem Großen erobert wurde. (1998) Stadt, 207.388.

## Klima
Das Klima des Bezirks Sahiwal ist geprägt von Extremen: Temperaturen reichen von 52 °C im Sommer bis zu 5 °C im Winter. Der Boden des Bezirks ist sehr fruchtbar. Der durchschnittliche Niederschlag ist 2000 mm.

## Wirtschaft
Sahiwals Wirtschaft besteht hauptsächlich aus Kleingewerbe: Baumwollentkörnung und -pressen, Gerben von Leder, Herstellung von Baumwollgarnen und Geweben, Kleidungsstücken, Lederprodukten, Arzneimitteln. Es gibt ferner Mehl- und Ölmühlen, Lebensmittelverarbeitung und andere Agrarprodukte. Aus Sahiwal stammt auch eine besonders produktive Rinderrasse, das Sahiwal-Vieh. Die Hauptagrarprodukte des Sahiwal-Bezirks sind Weizen, Baumwolle, Zuckerrohr, Mais und Reis. Hauptfrüchte sind Zitrusfrucht, Mangos und Guaven. Die Firma KSC, ein Hersteller von elektrischen Geräten, produziert Wasserkocher, Wasserkühler, Luftkühler, Ventilatoren und Waschmaschinen. Sahiwal verfügt über mehrere Hotels und eignet sich als Ausgangspunkt zur Besichtigung der archäologischen Ausgrabungen von Harappa.

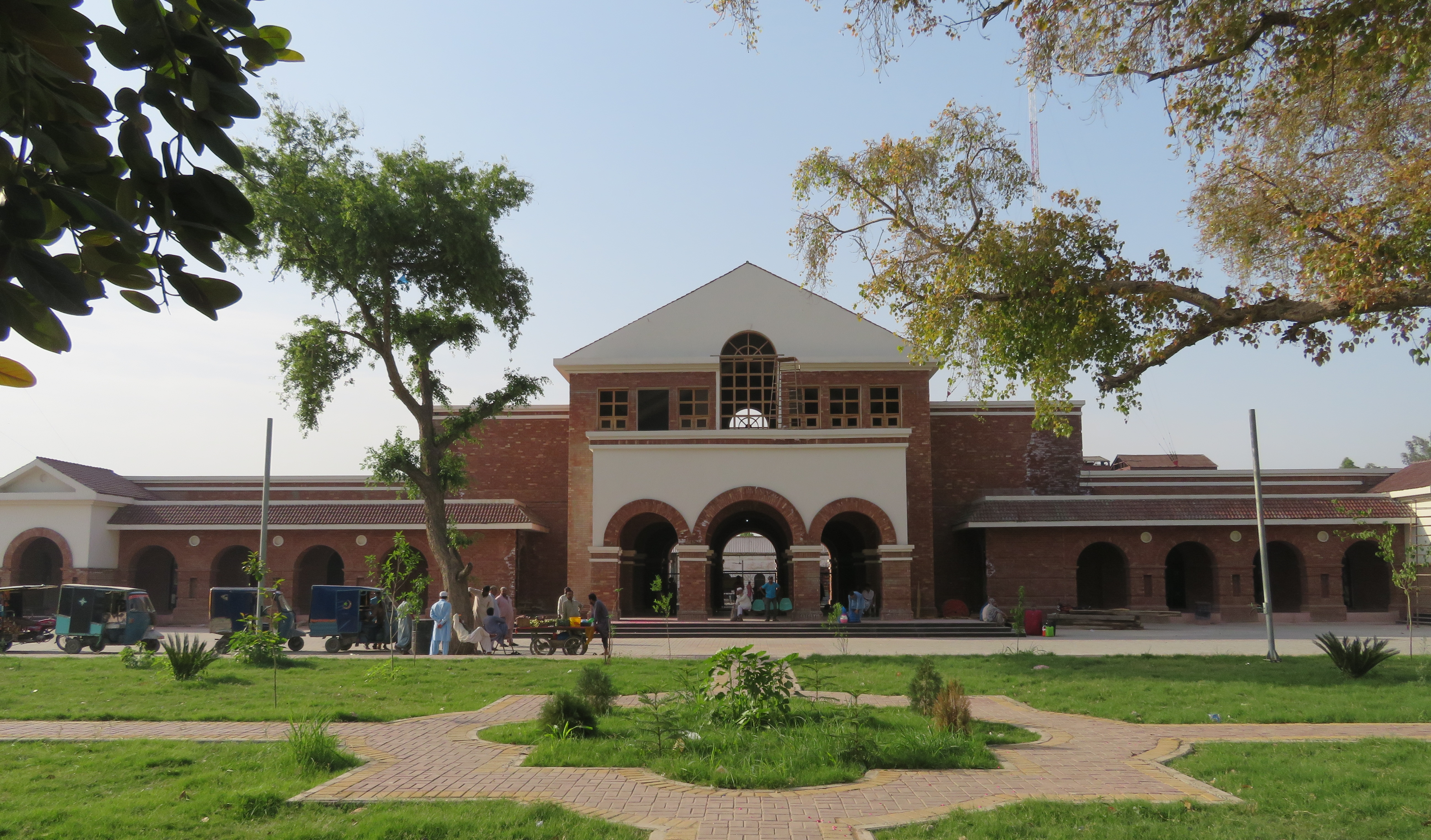
Hauptbahnhof Sahiwal

## Gesundheitswesen
Das Bezirkskrankenhaus von Sahiwal ist das größte Krankenhaus der Stadt. Es hat eine Krankenpflegeschule und bietet auch Laborkurse an. Viele Ärzte der Stadt haben hier gedient. Allerdings sind die medizinischen Möglichkeiten, insbesondere spezielle Notfallausrüstungen, häufig nicht verfügbar, und die Patienten werden an die Krankenhäuser der Provinzhauptstadt Lahore verwiesen.